# Trappola vapore

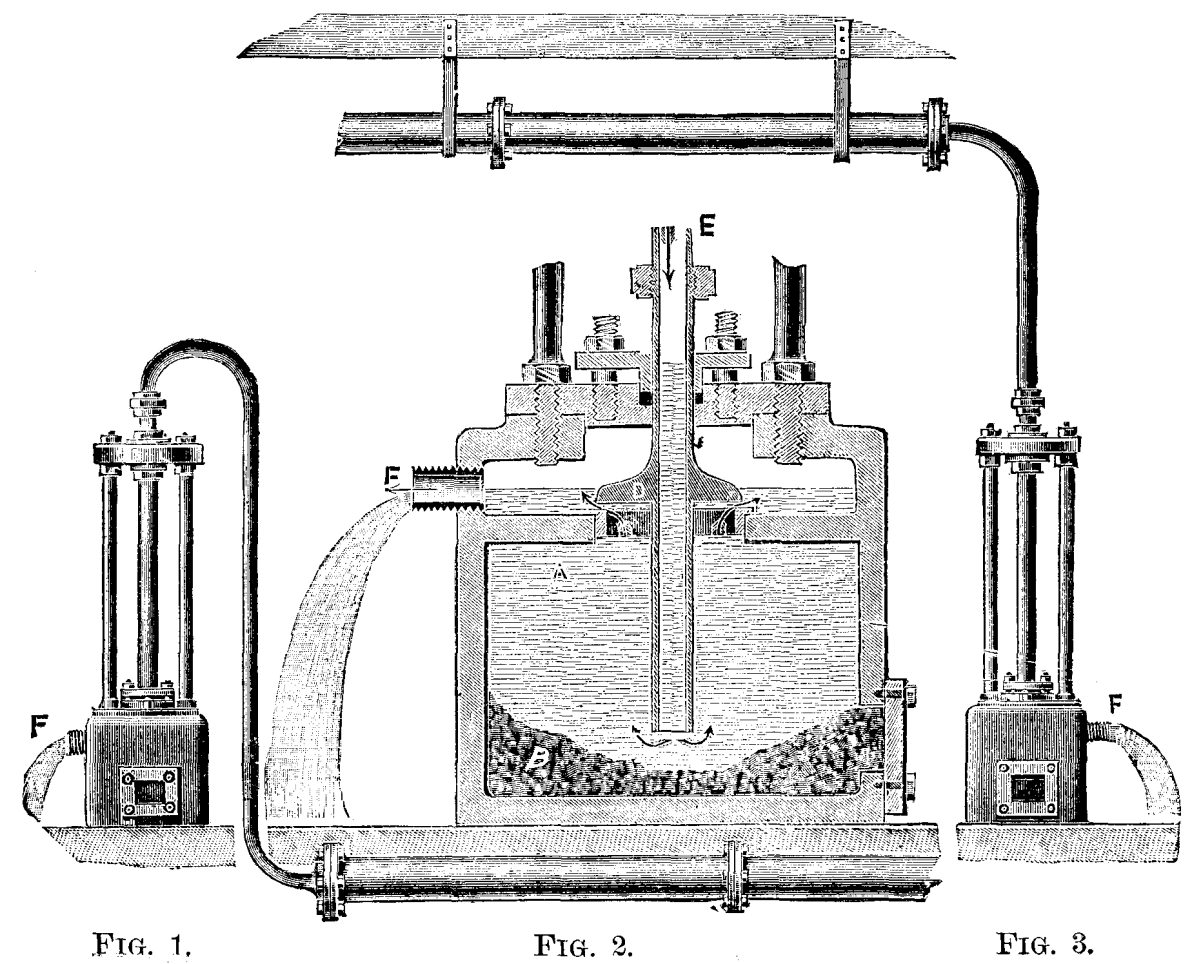
Disegno su tre lati di una trappola vapore del 1885

Una trappola vapore (o scaricatore di condensa) è un dispositivo utilizzato per scaricare il condensato e allontanare gli incondensabili con una perdita di vapore fresco trascurabile. Sono principalmente valvole automatiche di controllo dello scarico di condensa utilizzate in un sistema a vapore.
Le principali funzioni degli scaricatori di condensa sono:
- scaricano il condensato appena si forma;
- c'è un consumo di vapore trascurabile (migliorano l'efficienza dell'impianto che utilizza il vapore);
- hanno la capacità di scaricare aria e/o altri gas non condensabili, come anidride carbonica (CO2) o azoto (N2).

## Funzioni di base
La forma più semplice di scaricatore di condensa consiste in un disco installato nel punto più basso dell'impianto o dell'apparecchiatura. Visto che il condensato andrà a raccogliersi nel punto più basso a causa della grande differenza di densità tra liquido e vapore {\textstyle \left(\rho _{v}/\rho _{l}\simeq \,1200\right)}, si ha uno scarico delle condense con piccole perdite di vapore fresco. 
La maggior parte degli scaricatori di condensa operano in modo meccanico o termostatico, chiudendosi soltanto quando tutto il condensato e gli inerti hanno lasciato la camera delle scaricatore.
Gli scaricatori di condensa lavorano bene quando vengono progettati appositamente per l'utilizzo e la situazione specifica in cui si trovano; generalmente si crea sempre un certo grado di sovradimensionamento, ma se tale sovradimensionamento è eccessivo si ha una perdita di vapore e problemi all'interno del processo.

## Tipologie
Le trappole vapore possono essere divise in quattro grandi classi:
1. Trappole meccaniche: hanno un galleggiante che sale e scende in relazione al livello della condensa e questo ha generalmente un collegamento meccanico attaccato che apre e chiude la valvola. Le trappole meccaniche operano in relazione diretta con livelli di condensa presenti nel corpo dello scaricatore. Trappole meccaniche a secchiello rovesciato e trappole meccaniche a galleggiante sono esempi tipici.
2. Trappole termostatiche
3. Trappole termodinamiche (TD)
4. Trappole a orifizio di Venturi